# 萬豐村 (南投縣)

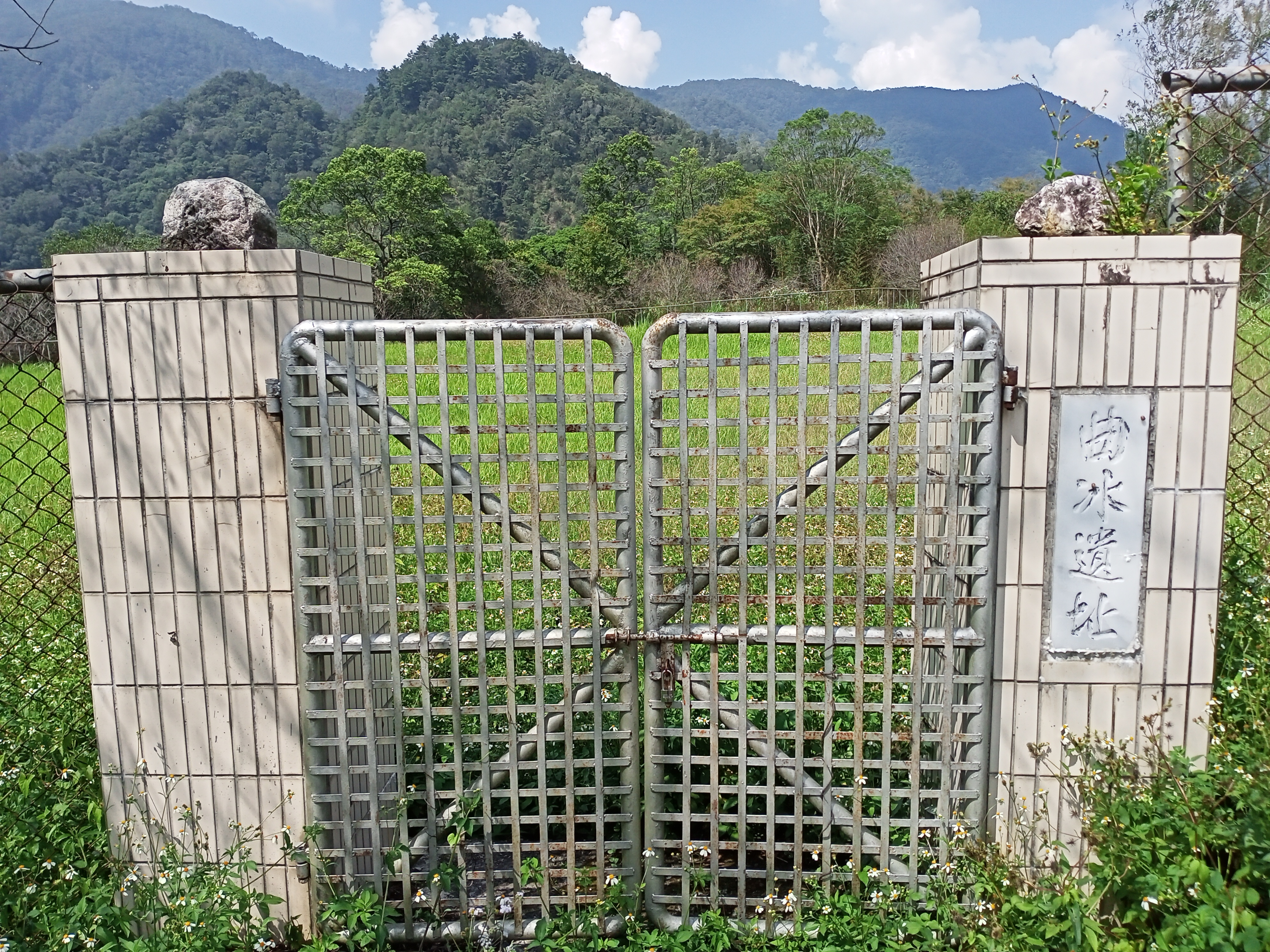
曲冰遺址

萬豐村是臺灣南投縣仁愛鄉的村，位於南部濁水溪流域，東北依與親愛村，西南接法治村與中正村，西北鄰埔里鎮。該村於1970年5月1日自法治村拆分而成立，村內有曲冰（干卓萬）等聚落，居民以布農族卓社群為主。

## 概要
交通動線
投83線（曲冰橋）。
曲冰
由日治時期的カンタバン社（干卓萬）一番社所組成，於1949年4月遷居於現居地。
| - 曲冰遺址 - 鐵管吊橋 - 萬豐、武界隧道 | - 天主教臺灣教省臺中教區萬豐天主堂 - 臺灣基督長老教會中布中會喜瑪恩教會 - 南投縣政府警察局仁愛分局萬豐派出所 - 南投縣立萬豐國民小學 - 思源吊橋 |

## 自然景觀
| - 濁水溪 - 可可亞溪 - 摩摩納爾瀑布 - 拉拉米司瀑布 - 武界水庫 | - 墘溪山 - 石盤坑山 - 橫屏山（獅魯凹山） - 富嶺山 - 螺婆間山（ラバンガン山） |